# 뫼즈강
뫼즈강(프랑스어: Meuse) 또는 마스강(네덜란드어, 독일어: Maas)은 유럽 서부 프랑스·벨기에·네덜란드를 흐르는 강이다. 길이 925 km , 유역면적 36,000 km2이다.
프랑스 샹파뉴아르덴 지방에서 발원하여 북쪽으로 흐른다. 아르덴 지방을 통과하며 벨기에로 들어와 왈롱의 중앙부를 통과한다. 리에주를 통과한 후 벨기에·네덜란드 국경을 형성하고 마스트리히트를 통과한다. 네덜란드 동남부 지방에서 독일 국경 부근을 따라 북쪽으로 흐르다 서쪽으로 유로를 바꿔 북해로 흘러들어가며, 라인강의 하류와 함께 삼각주를 형성한다. 로테르담은 이 강과 라인강 사이에 있다. 곳곳에 주변 강과 연결되는 운하가 많아 수상 교통이 활발하다.

## 같이 보기
- 뫼즈 계곡 안개